# Lars Winnerbäck
Lars Winnerbäck (født 19. oktober 1975 i Stockholm) er en svensk trubadur, komponist og musiker. Hans band hedder Hovet. Han har vundet mange svenske priser, heriblandt Aftonbladets musikpris Rockbjörnen, svenske Grammys og Sveriges Radios pris Guldmicken for bedste liveartist to gange.

## Diskografi

### Album
- 1994 – Lars och mina damer och herrar (demokassett)
- 1995 – 3486 ord från Lars Winnerbäck (demokassett)
- 1996 – Dans med svåra steg
- 1997 – Rusningstrafik (musikalbum)|Rusningstrafik
- 1998 – Med solen i ögonen
- 1999 – Kom (musikalbum)|Kom
- 1999 – Bland skurkar, helgon och vanligt folk (Livealbum från gemensam sommarturné tillsammans med Stefan Sundström, Johan Johansson, Karin Renberg och Kjell Höglund)
- 2001 – Singel (musikalbum)|Singel
- 2001 – Live – För dig (Live)
- 2003 – Söndermarken
- 2004 – Vatten under broarna
- 2005 – Stackars hela Sverige|Stackars hela Sverige: Bränt krut vol. 1 (Live)
- 2005 – Bränt Krut vol.2 B-sidor och outgivet.
- 2005 – Lars Winnerbäck & Hovet: Sommarturné 2005 – Live (Live)
- 2006 – Efter nattens bränder (samlingsalbum)
- 2007 – Daugava (musikalbum)
- 2009 – Tänk om jag ångrar mig och sen ångrar mig igen (musikalbum)

### LP
- 2001 – Singel
- 2005 – Stackars hela Sverige: Bränt krut vol. 1 (Live)

### DVD
- 2004 – Live i Linköping (Live)
- 2008 – Solen i Ögonen – En film om Lars Winnerbäck